# Anisosillabismo
L'anisosillabismo è un sistema di versificazione che non segue il ricorrere regolare dello stesso numero di posizioni (o sillabe metriche) a differenza dei sistemi isosillabici (senza cesura, con cesura fissa o con cesura mobile). Tale sistema comporta l'escursione sillabica dei versi di uno stesso componimento, cioè una disuguaglianza sillabica tra versi di stessa natura.
La tradizione metrica italiana è isosillabica, nel senso che i versi dello stesso tipo hanno sempre lo stesso numero di sillabe. Due versi si possono dire entrambi endecasillabi se hanno entrambi l'accento sulla decima sillaba. Se un verso non ce l'ha sulla decima, ma sulla nona, allora non sarà un endecasillabo, ma un decasillabo. Dal momento che l'identità di un verso si basa non sul mero computo delle sillabe, ma anche sulla posizione degli accenti (ricordiamo che la metrica italiana non è puramente sillabica, ma "accentuativo-sillabica") ci può essere una minima variazione sillabica anche tra versi dello stesso tipo (ex. l'endecasillabo è un verso che per definizione ha l'accento sulla decima sillaba. Quindi il verso avrà 10 sillabe in uscita tronca, 11 in uscita piana, e 12 in uscita sdrucciola). Ad ogni modo, in un sistema isosillabico, un verso che eccede la propria misura si dice ipèrmetro e uno che non la raggiunge si dice ipòmetro.
Ad ogni modo, nella tradizione poetica antica, la versificazione isosillabica convive con quella anisosillabica, ovvero un sistema in cui l'escursione sillabica non altera la forma metrica del testo. L'anisosillabismo è reso possibile, nella poesia medievale, dall'importanza rivestita dalla rima, che nella gerarchia degli elementi metrici assume un posto privilegiato rispetto all'esattezza nel numero di sillabe. Dal momento che prevale la rima, si può concepire un'oscillazione nel numero delle sillabe, senza che per questo i versi vengano percepiti come appartenenti a tipi diversi.
Alcuni esempi si trovano nella poesia castigliana alla fine del XIV secolo con il Poema del mio Cid. In Italia lo troveremo invece nella produzione religiosa e giullaresca del Medioevo o nelle poesie popolareggianti-folkloristiche dei secoli successivi al Duecento e Trecento.
Altro esempio ricollegabile a sistemi non isosillabici è la Metrica barbara.

## Esempio
L'anisosillabismo è proprio, in particolare, della poesia "giullaresca", il cui verso caratteristico oscilla tra le 8 e le 9 sillabe (otto-novenario) con escursioni fino a 10. L'oscillazione nel numero di versi è ben visibile nell'incipit del Detto del gatto lupesco, un poemetto fiorentino del secondo Duecento. Il numero a lato corrisponde al computo delle sillabe.
Sì com'altri uomini vanno    8
ki per prode e ki per danno,   8
per lo mondo tuttavia,     8
così m'andava l'altra dia   9
e d'un mio amor già pensando    9
e andava a capo chino.    8
Allora uscìo fuor del cammino  9
ed intrai in uno sentieri    8
ed incontrai duo cavalieri   9
de la corte de lo re Artù,    9
ke mi dissero: "Ki sse' tu?"   9
Come si può osservare la misura dei distici oscilla liberamente, senza seguire un modello stabile.